# John Belasyse
Pour les articles homonymes, voir Belasyse.
John Belasyse (24 juin 1614 - 10 septembre 1689) est un noble, soldat et membre du Parlement anglais, qui se distingue par son rôle pendant et après la Première révolution anglaise. Il subit une longue période d'emprisonnement pendant le Complot papiste, bien qu'il n'ait jamais été traduit en justice. De 1671 à sa mort, il vit à Whitton, près de Twickenham dans le Middlesex. Samuel Pepys a été impressionné par sa collection de peintures, qui a disparu depuis longtemps.

## Origines
Il est né à Newburgh Grange, Yorkshire et est baptisé le 24 juillet 1614 à Coxwold, Yorkshire. Il est le deuxième fils de Thomas Belasyse (1er vicomte Fauconberg) (1577-1652), député de Thirsk dans le Court Parlement et Long Parlement, et de son épouse Barbara Cholmondeley, fille de Henry Cholmondeley de Roxby, Yorkshire .
Il est l'oncle de Thomas Belasyse (1er comte Fauconberg, 1627-1700).

## Carrière

### Guerre civile
Peu de temps après le début de la guerre civile, il est "handicapé" du fait de sa participation au Long Parlement puisqu'il a rejoint la cause royaliste . Il lève six régiments de cavaliers à ses propres frais et prend part à la Bataille d'Edgehill et à la bataille de Brentford, tous deux en 1642, à la première bataille de Newbury (1643), à la bataille de Selby (1644), à la bataille de Naseby (1645), ainsi qu'aux sièges de Reading (1643), Bristol et Newark et est blessé à plusieurs reprises. Il devient plus tard lieutenant général des forces du roi dans le nord de l'Angleterre et gouverneur de York et de Newark,. Le 27 janvier 1645 à Oxford, il est élevé à la pairie par le roi Charles Ier sous le titre de baron Belasyse de Worlaby, dans le Lincolnshire.
Il est considéré comme l'un des premiers membres de l'organisation clandestine royaliste Sealed Knot  sous le nom de Richard Willis, son prédécesseur au poste de gouverneur de Newark. Pendant l'Interrègne anglais Belasyse est en communication fréquente avec le roi Charles II et ses partisans en Hollande .

### Charles II
Après la Restauration anglaise il est nommé Lord Lieutenant du East Riding of Yorkshire (1660-1673) et gouverneur de Kingston upon Hull (1661-1673). De 1665 à 1666, il occupe les postes de gouverneur de Tanger et de capitaine-Général des forces en Afrique. Selon Samuel Pepys, il n'accepte le poste que pour le bénéfice qu'il apporte . En 1666/7 Belasyse est en Angleterre; sa nomination en tant que gouverneur de Tanger est retirée et il est nommé capitaine des Gentlemen-at-Arms. En 1672, il démissionne de ce poste, ne souhaitant pas prêter le serment de conformité prévu par le Test Act .
Au moment du complot de Titus Oates, Belasyse, avec quatre autres catholiques, Henry Arundell (3e baron Arundell de Wardour), William Howard (1er vicomte Stafford), William Herbert (1er marquis de Powis) et William Petre (4e baron Petre), est dénoncé comme un conspirateur et formellement destitué au Parlement. Le surintendant général des Jésuites, Giovanni Paolo Oliva, aurait désigné Belasyse comme le commandant en chef d'une supposée "armée papiste", mais Charles II, selon Von Ranke, éclate de rire à l'idée que ce vieil homme infirme, qui pouvait à peine se tenir debout à cause de la goutte, serait même capable de tenir un pistolet. L’informateur William Bedloe qui travaillait autrefois pour Belasyse (cette connaissance de première main était très utile aux informateurs pour rendre leurs mensonges plus vraisemblables), l’accuse alors d’avoir ordonné l’assassinat du magistrat respecté Edmund Berry Godfrey, qui n’a toujours pas été résolu. Il n'a jamais été précisé pourquoi Belasyse, ou même n'importe quel autre catholique, devrait vouloir tuer Godfrey, qui était particulièrement tolérant en matière religieuse. Dans sa défense, Belasyse se référait à son âge et à sa mauvaise santé et avait raisonnablement souligné que, sous le régime tolérant de Charles II, il vivait confortablement ses dernières années: quelle raison pouvait-il souhaiter pour un changement de régime ? Le gouvernement, par exemple, savait très bien que la messe catholique était célébrée régulièrement dans sa maison à Londres, mais il n’a fait aucun effort pour l’empêcher.
Le plus qu'on puisse raisonnablement dire contre lui, c'est qu'il était un ami du haut fonctionnaire Édouard Coleman, catholique ardent et politiquement actif, qui fut exécuté pour sa supposée participation au complot en décembre 1678 et que Colman s'était rendu chez Belasyse, la nuit précédente le jour où il s'est livré aux autorités. Cependant, Colman ne semble en fait s’être rendu coupable que de correspondances indiscrètes avec la Cour française dans lesquelles il exposa ses stratagèmes farfelus pour l’avancement de la foi catholique en Angleterre. Il n'y a aucune raison de penser que Belasyse, même s'il était au courant de cette correspondance, partageait les opinions de Colman.
Malgré ses fréquentes références à son grand âge et à son infirmité, Lord Belasyse vit encore dix ans. Les pairs catholiques mis en accusation, bien qu'ils aient enduré un long emprisonnement dans la tour, où Lord Petre est décédé en 1683, n'ont jamais été traduits en justice, à l'exception de Stafford, qui est exécuté en décembre 1680.

### Jacques II
Après l'accession au trône du roi Jacques II, Belasyse revient en grâce et, en juillet 1686, il est nommé conseiller privé. En 1687, il est nommé Lord grand trésorier ce qui, en raison de son catholicisme, cause des problèmes politiques au roi. Dans une cour dominée par des extrémistes, il est considéré comme modéré. Le roi et lui ont toujours eu des relations amicales: après la mort de sa première femme, Anne Hyde, James a officieusement promis d'épouser Susan Belasyse, la belle-fille de Belasyse, "une femme d'une grande vitalité et vivacité", malgré le fait qu’elle est une fervente protestante alors qu’il est un converti catholique. Le mariage est interdit par Charles II, qui a dit à son jeune frère: "C’était trop qu’il ait joué le fou une fois (c’est-à-dire en épousant Anne Hyde) et que cela ne se fasse pas une seconde fois". Susan est forcée de remettre les preuves écrites des fiançailles bien qu'elle en ait gardé une copie secrète .

## Mariage et descendance
Belasyse se marie trois fois et ses première et troisième femmes ont au moins seize enfants, dont beaucoup sont morts en bas âge.
- Il épouse Jane Boteler, fille de Robert Boteler de son épouse Frances Drury, par laquelle il a :
  - Henry Belasyse (décédé en 1667), seul fils survivant et héritier, épouse Susan Airmine (décédée en 1713), fille de William Armine (2e baronnet) et de son épouse Anne Crane. Contrairement à la famille de son mari, elle est protestante. Henry meurt en 1667 lors d'un duel à la suite d'une querelle avec le dramaturge Thomas Porter (décrit par Samuel Pepys comme la plus idiote et la plus triviale dispute imaginable) et le titre est transmis à son fils Henry Belasyse, second baron Belasyse qui est mort en 1691 sans descendance masculine [2],[3]. De façon inhabituelle, Susan est créée en 1674 baronne Belasyse d’Osgodby. Ce titre s'éteint à sa mort. Après que le roi Charles II se soit fermement opposé à son mariage avec son frère James, elle se remarie avec James Fortrey.
- En secondes noces, il épouse Anne Crane (d.1662), fille de Robert Crane (1er baronnet) de sa deuxième épouse Susan Alington et veuve de William Armine (2e baronnet) (1622-1658).
- En troisièmes noces, il épouse Anne Paulet, fille de John Paulet (5e marquis de Winchester) et de sa deuxième épouse Honora de Burgh.

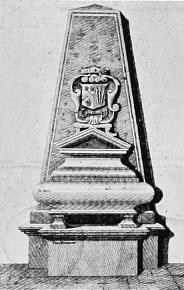
Monument à Lord Belasyse dans la vieille église de St Giles in the Fields, à Londres, montrant les armes de Belasyse empalant Paulet, pour sa 3e épouse. Ce monument a été détruit lors de la reconstruction de l'église géorgienne actuelle

Il a sept filles survivantes, par ses première et troisième femmes :
- Isabel Belasyse, qui épouse Thomas Stonor
- Mary Belasyse, qui épouse Robert Constable, 3e vicomte de Dunbar. Samuel Pepys enregistre sa rencontre avec Mary Belasyse, plus tard Lady Dunbar, en 1666 et est séduit par sa passion pour la musique: "le plus grand que j'ai jamais vu de ma vie"[7].
- Barbara Belasyse, qui épouse John Webbe, 3e baronnet
- Honora Belasyse, qui épouse George Nevill (12e baron Bergavenny)
- Catherine Belasyse, qui épouse John Talbot
- Anne Belasyse
- Elizabeth Belasyse (décédée en 1699)

Il meurt le 10 septembre 1689 et est inhumé le 14 septembre 1689 à l'église St Giles-in-the-Fields, à Londres. Un monument érigé à sa mémoire dans l'ancienne église détruite lors de la reconstruction de l'église géorgienne actuelle, mais la tablette inscrite subsiste dans le porche sud .